# 조셉 아이두
조셉 아이두(영어: Joseph Aidoo, 1995년 9월 29일 ~ )는 가나의 축구 선수로, 현재 스페인 라리가의 클럽 셀타 비고에서 뛰고 있다. 포지션은 센터백이다.